# أياكس أمستردام موسم 2001–02
كان موسم 2001–02 هو الموسم الـ102 لنادي أياكس والموسم الـ46 على التوالي للنادي في الدوري الهولندي.